# 원 헬스

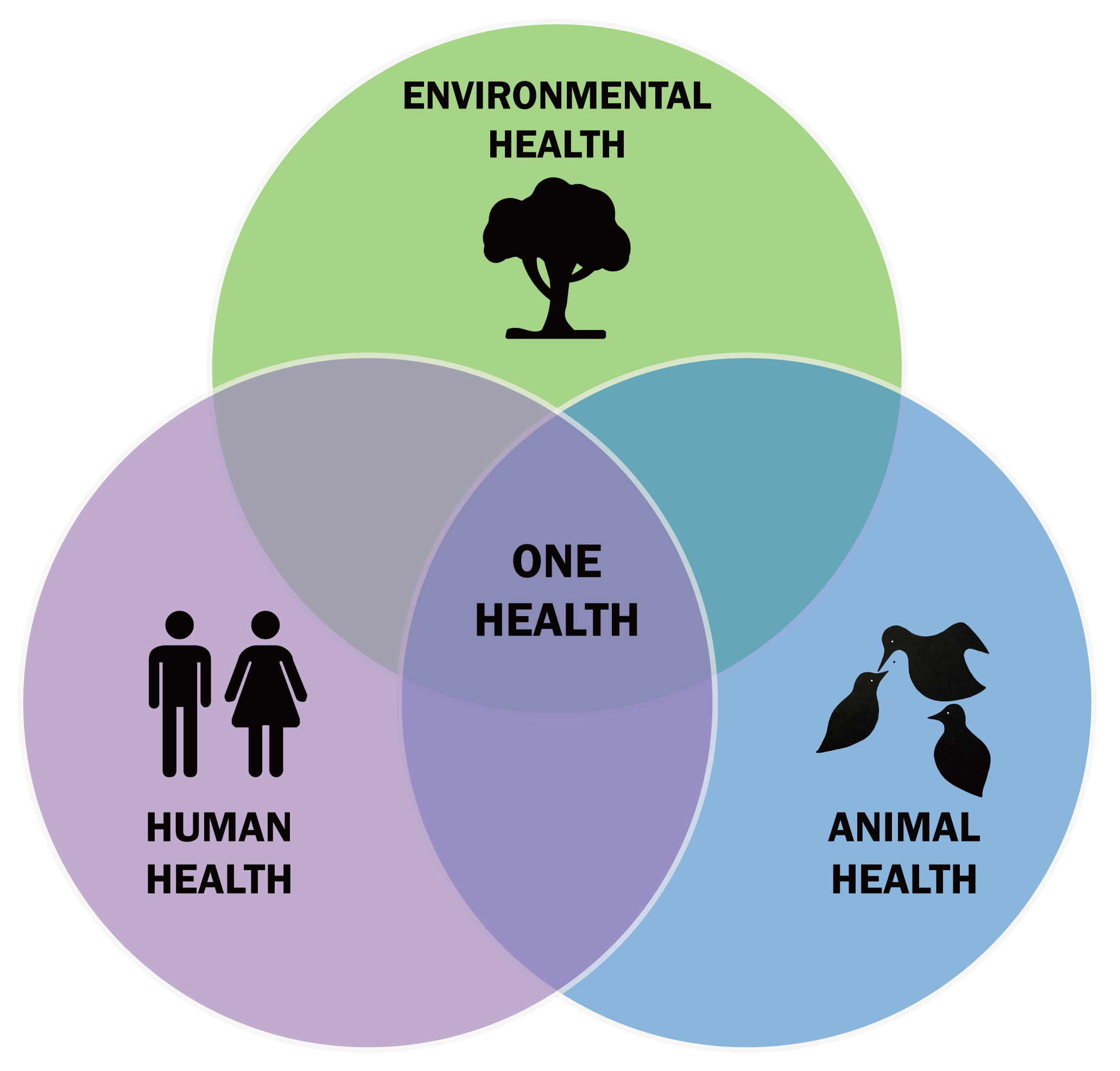

원 헬스(One Health)는 사람, 동물, 생태계 사이의 연계를 통하여 모두에게 최적의 건강을 제공하기 위한 다학제적 접근을 의미한다.

## 정의
다양한 기관에서 원 헬스에 대한 각자의 정의를 내리고 있으며, 새로운 용어인 만큼 포괄하는 범위도 다양하다.
세계 보건 기구는 원 헬스를 "공중보건의 향상을 위해 여러 부문이 서로 소통‧협력하는 프로그램, 정책, 법률, 연구 등을 설계하고 구현하는 접근법"으로 정의하고 있으며, 구체적인 내용으로 식품 위생, 인수공통감염병 관리, 항생제 내성 관리 등을 제시하였다. 또한 미국 질병관리본부 (CDC)와 One Health Commission 재단은 사람과 동물 및 환경의 건강을 달성하기 위해 필요한 다학제적 접근법으로 원 헬스를 설명하고 있으며, 지역, 국가, 세계의 다층적인 수준에서 포괄적인 접근의 필요성을 명시하였다.

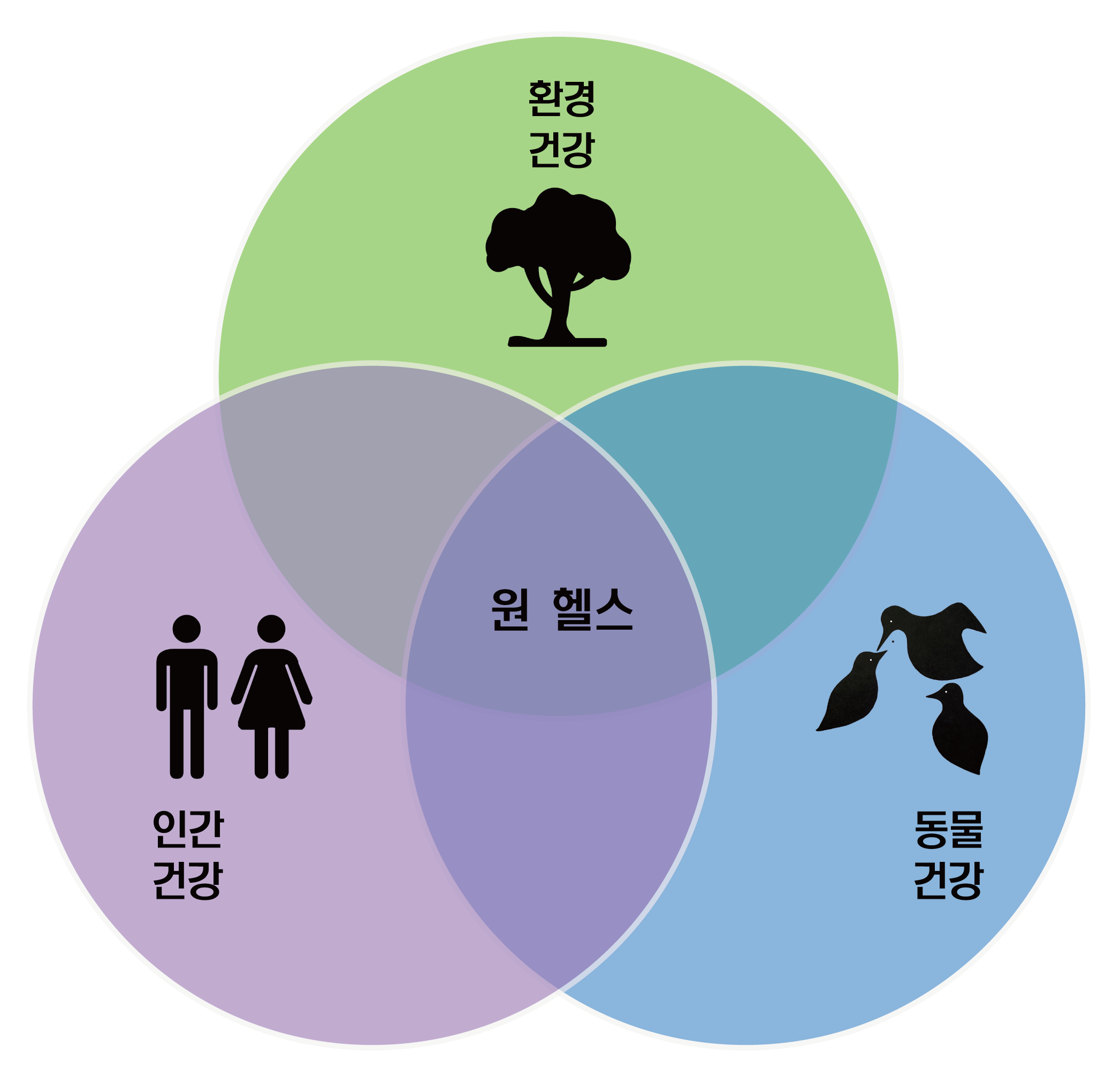
원 헬스를 구성하는 세 가지 축인 사람, 동물, 환경

## 역사
원 헬스라는 단어 자체의 역사는 짧지만, 사회‧의학‧환경적 영역의 통섭이라는 기본 개념은 오래 전부터 이어져 내려온다.
고대 그리스의 의사인 히포크라테스는 그의 저서 《공기, 물, 장소에 관하여》 (On Airs, Waters, Places)에서 공중 보건과 깨끗한 환경의 관련성에 대해 주장한다.
1600년대에 이르러 이탈리아의 의사이자 역학자인 조반니 란치시 (Giovanni Maria Lancisi)는 인간 및 동물의 질병 전파에서 환경이 차지하는 역할이 중요함을 주장하였다.
1700년대 후반에 접어들면서 수의학의 등장과 더불어 의학과의 연계에 관한 논의가 활발히 진행되었다. 비교해부학과 동물 질병에 관한 관심은 때 맞춰 등장한 찰스 다윈의 《종의 기원에 대하여》 (On the Origin of Species)와 루이 파스퇴르, 로베르트 코흐의 미생물 연구, 백신 개발과 함께 수의 공중 보건 (Veterinary Public Health)의 태동에 기여하였다.
1800년대 후반 독일의 의사이자 정치가였던 루돌프 피르호는 인수공통감염병 (zoonosis)라는 단어를 처음 만들면서 동물과 인간 사이의 전염병에 대해 기술하였다.
캐나다의 외과 의사인 윌리엄 오슬러 경 (Sir William Osler)은 1874년에서 1884년까지 맥길 대학교에서 직접 수의학도들을 가르치고 같이 연구하며 비교의학 (Comparative Medicine)의 선구자 역할을 하였다.
20세기에 접어들며 표준화된 축산 환경, 동물 임상 실험, 애완동물의 증가 등으로 수의학 연구는 더욱 발전하였지만, 동시에 야생과 자연 상태에 있는 동물에 관한 연구의 필요성 역시 제기되었다.
특히 비교의학 연구자들 사이에서 이런 움직임이 활발하였다. 이들은 비교의학이 임상의학이 다루는 범위보다 더 넓은 범위의 질병을 포괄할 수 있으며, 모든 종들에 대한 기본적인 통찰을 제시할 수 있다고 주장하였다.
1958년 워싱턴 D.C.에서 세계 보건 기구 (World Health Organization)와 범미 보건기구 (Pan-American Sanitary Bureau)에 소속된 의사와 수의사들은 비교의학의 새로운 의제 논의를 위한 회의를 개최한다. 이와 동시에 1948년 세계 보건 기구의 수의 공중 보건 부서 설치, 1950-60년대에 걸친 세계 보건 기구와 식량 농업 기구의 개발 도상국 수의 공중 보건 원조 사업 등이 이루어지게 된다. 수의학 및 의학의 통일에 대한 새로운 요구는 마침내 하나의 의학 (One Science)이라는 개념을 만들게 된다. 미국의 수의학자 캘빈 슈바베 (Calvin Schwabe)는 1984년 자신의 저서 《인간의 건강과 수의학》 (Veterinary Medicine and Human Health)에서 "하나의 의학"을 선언하면서 학문 간의 통합적인 발전을 역설하였다.
1980년대 대두된 에이즈, 에볼라 출혈열, 광우병 등의 신종 감염병은 이러한 논의에 힘을 실어주었다.
21세기에 들어 원 헬스 개념의 연구 및 실천을 위한 다양한 국제적 노력들이 시행되었다. 2003년 미국의 수의학자 윌리엄 카레쉬 (William B. Karesh)는 처음으로 원 헬스 (One Health)라는 단어를 사용하며 생태계와 인간, 동물의 상호의존성에 대해 설명하였다.
2004년 미국의 비정부 기구인 야생동물보존협회 (Wildlife Conservation Society)는 맨해튼 원칙 (Manhattan Principles)을 선언하며 12개의 원 헬스 의제를 발표하였다. 이후 2006년과 2007년에 걸쳐 미국 수의학 협회와 미국 의학 협회가 원 헬스 이니셔티브 태스크 포스를 발족하였다. 2008년 식량 농업 기구, 국제 수역 사무국, 세계 보건 기구가 유니세프, 국제 연합 시스템 인플루엔자 조직 (UN System Influenza Coordination), 세계은행과 공동으로 《Contributing to One World, One Health》 선언문을 발표한다. 하나의 의학의 연장이었던 원 헬스 개념에서 벗어나 생명 및 환경 과학 전반에 걸쳐 광범위한 분야를 다루고, 수의 공중 보건과 비교의학이라는 두 가지 큰 틀을 융합하는 목표를 세우게 된다. 이후 2011년 호주 멜버른에서 최초의 국제 원 헬스 회담 (International One Health Congress)이 개최된다.

## 연구 분야

### 신종 감염병
많은 신종 전염병은 사람과 동물사이의 접촉점 증가, 식품생산의 증대와  통합, 국외여행의 증가와 관련이 있다.  신종전염병의 대다수가 20세기에 발생함에 따라, 과학자들은 인간의 사회가 동물로부터 초래된공중보건문제로 위협받고 있음을 인식하게 되었다. 인간을 감염시킨다고 알려진 1.415종류의 미생물 중, 61%는 동물로부터 유래된 것이다. 예를 들어, 설치류는 흑사병(Plague)과 티푸스를 인간에게 전염시키며, 가축화된 산업동물들은 홍역, 볼거리, 백일해 같은 질병의 원조 근원지이다. 침팬지는 인간면역결핍바이러스(HIV)의 자연숙주이다. 예외적인 미생물은 바로 결핵균(Mycobacteria tuberculosis)이다. 유전학적 증거들이 결핵균(M.TB)가 인간으로부터 동물들에게 전파되었음을 밝혀주고있다. 또한, 야생동물을 국제적으로 사고파는 행위는 이러한 신종감염병문제를 악화시키는 주범이다.
1999년 뉴욕시에서 발생한 웨스트나일바이러스 유행은 인간과 동물의 건강이 밀접하게 연관되어있음을 시사하였다. 사람들이 웨스트나일열에 감염되기 한달 전, 뉴욕의 야생 까마귀들이 죽어가기 시작했다. 하지만 이 동시적 유행은 뉴욕 브롱크스동물원의 수의사 Tracy McNamara가 그 연관성을 밝혀내기 전에는 같은 미생물로 인한 병이라고 인식되지 않았다. 까마귀들과 사람들의 질병유행 모두 (서양권에서는 처음 발생한) 웨스트나일 바이러스 때문이라는 연관성이 밝혀진 이후, 미 질병관리본부(CDC)는 현 국립 신종인수공통전염병센터(NCEZID)의 모체인 '국립 인수공통/매개체성/장 질병센터'를 설립했다.
1997년 홍콩에서 발발한 고병원성 조류인플루엔자(HPAI H5N1) 유행병은 국제사회로 하여금 인간과 동물의 건강이 서로 연결되어있다는 것을 다시 깨닫게 만들었다. 1997년의 그 유행은 18명을 감염시키고, 6태국에서 광범위한 유행이 발생했다. 하지만 국제사회에 대한 때 늦은 보고와 미약한 대응은 동남아시아지역에 이 바이러스가 퍼져나가게 만들었다. 고병원성 조류독감(HPAI H5N1)과 다른 신종 인수공통전염병들이 국제사회에 위협이된다는 인식에따라, 유엔식량농업기구(FAO), 국제보건기구(WHO), 그리고 국제수역사무국(OIE)은 '동물-인간-환경' 의 접점에서 일어나는 문제를 해결하기 위해 세 단체가 힘을 합쳐 더 긴밀하게 일을 진행하고자, 전략적 프레임워크와 삼자협정을 맺었다.

### 비교 의학
동물들은 사람들과 마찬가지로 심장병, 암, 당뇨, 천식 그리고 관절염 같은 다양한 만성질환들에 시달린다. 때로,  어떤 질병은 사람들에게서 발견되기 훨씬 전에 동물들에게서 발견되기도 한다. 예를 들어, 공포로 인해 유발된 심장병은 인간에게서 관찰되기 30년 전부터 야생동물들에게서 발견되었었다.  비교의학은 다양한 종들의 질병기전을 연구하는 학문이며, 동물들에게서 자연스럽게 발생하는(사람들에게도 영향을 끼치는) 질병에 대한 연구에 기반을 두고 있다.
고대 그리스인들은 동물을 해부하고 연구하는 것이 인간의 질병을 이해하는 데에 중요한 단서가 될 수 있음을 인지하고 있었던 것으로 보아, 비교의학의 역사는 굉장히 오래되었다고 할 수 있다. 갈렌(Galen)부터 시작해서 생물시간에 익히 들어보았던 윌리엄하비(William harvey)까지, 그들의 비교해부학, 비교생리학 연구는 의학의 중대한 발전을 가져왔다. 프레데릭 밴팅(Frederick banting)과 찰스 베스트(Charles best)도 그러한 동물비교연구를 통해 인슐린을 발견했다.
비교의학 연구에 있어서, 근골격계의 유사성 역시 빼놓을 수 없다.  뼈와 관절의 급성/만성 질환들이 동물과 사람에게서 동일하게 나타기 때문이다. 하나의 종에서 얻어진 정보는 즉각적으로 다른 종에게 적용되어, 근골격계 질환의 진단과 치료의 발전을 가능케했다. 1930년대 초반의 비교 정형학 연구는 원헬스개념을 구체화시켰다. 수의사 오토 스타더(Otto Stader)는 개의 골절을 치료하기 위한 방법으로 'Stader 부목'이라고 불리는 치료법을 처음 고안 해냈다. 이후 2차세계대전동안, 해군 군의관들은 Stader 부목 법을 사용하여 해군들의 뼈 골절 치료법을 개선했다.

### 환경
21세기에들어서 도시화, 세계화, 기후변화 그리고 테러리즘이 심해지면서, 이러한 문제들에 대응하기 위한 공중보건 인력의 다양화에 대한 필요성이 대두되었다. 또한 토지의 개간, 땅과 물의 미생물적, 화학적 오염 등은 인간과 동물 모두에게 새로운 위협이 되었다. 예를 들어, 농작물재배를 위한 숲 파괴는 인수공통전염병의 출현으로 이어진다. 원헬스는 의사, 수의사, 공중보건전문가, 환경보건전문가 같은 사람들을 하나로 협력하게 만드는 개념이다. 환경이 건강에 미치는 영향을 평가하는 역학적이고 실험적인 조사들이 더욱 이루어진다면, 이러한 협력관계는 지속가능하고 효과적인 공중보건개선방법을 개발하고 적용하는 데에 도움이 될 것이다.
2004년, 야생동물보존협회는 뉴욕의 록펠러대학의 환경보존전문가들, 의학전문가들을 소집해 ‘하나의 세계-하나의 건강(One World- One Health)’이라는 슬로건을 만들었다. 이는 토지의 사용과 야생동물건강이 인간의 건강에 얼마나 많은 영향을 끼치는지에 대한 인식을 증대하기 위해서였다. 이후 WCS(야생동물보존협회)의 리더 중 한명인 윌리엄 B.카레쉬(Willaim B. Karesh)는 잡지 Foreign Affairs에 인간, 동물 그리고 환경의 건강이 연관되어있다는 내용의 기사를 작성하였다.

## 현황

### 위원회
미국을 기반으로 하는 501(c)3 비영리기관인 원헬스커미션(OHC)은 다양한 학문분야의 지도자들의 공동의 노력으로부터 창립되었다. 먼저 2007년, 미국 수의학 협회(AVMA)의 회장인 Roger Mahr가 수의학 협회와 의학 협회를 합치기 위한 열린 대화를 하기 위해 미국 의학 협회(AMA)의 회장인 Ronald Davis를 방문하였다. 2007년 6월, 각각의 두 기관은 협력적인 해결책을 이행하였다: 2007년 6월 미국의학 협회(AMA)는 만장일치로 ‘원헬스’를 해결책으로 채택하였고, 2008년 7월 미국 의학 협회(AMA)에서 원헬스와 유사한 결의안이 통과되었다. 저명한 건강관련 직업의 지도자(보건전문가)들, 미국 수의학 협회와 의학 협회의 담당자들, 그리고 미국 공중보건 협회(APHA)로 구성된 원헬스 Initiative(이니셔티브) 대책 위원회(OHITF)는 원헬스라는 개념을 발전시키고 인식할 수 있도록 12개의 권고사항을 전하는 경영 보고서를 준비하기 위해 2007년부터 2008년까지 함께 일하였다. 12개의 권고사항 중 하나는 원헬스 위원회의 창립이였다. 초기 CEO인 Roger Mahr가 주도했던 원헬스 위원회(OHC)는 먼저 캔자스에 기반을 두고 있었고, 그 후 Mahr가 은퇴하던 2013년까지 3년동안 (2011-2013)  아이오와 주립대학교에 본사를 두고 있었다. 2013년 말에, 원헬스 위원회가 전무로서 Cheryl Stroud를 지정하였고 위원회는 아이오와 주에서 로스캐롤라이나 주의 리서치트라이앵글파크로 이사하였다.

### 이니셔티브
‘원헬스 이니셔티브’ 란 오늘날 세계적이고 환경적인 건강문제들을 해결하기 위한 다양한 전문분야 협력의 접근 개념을 나타내는 용어이다. 원헬스 이니셔티브 자주적 프로보노 팀은 2008년부터 원헬스와 관련된 모든 소식과 정보의 세계적인 저장소로서 역할을 수행하면서 원헬스 이니셔티브 웹 사이트 운영을 시작하였다.
이러한 운동을 지지하는 기관으로는 미국 의학 협회, 미국 수의학 협회, 미국 캘리포니아 대학 데이비스 원헬스 위원회, 미국 열대 의학 및 위생 학회, 미국 공중 보건 의사 협회, 질병 통제 예방 센터, 미국 농무부, 국립 해양 대기 관리처, 미국 국립 환경 위생 협회가 있다. 추가적으로 유명한 과학자 850명 이상과, 전 세계의 의사와 수의사들이 이러한 새로운 계획을 지지해오고 있다.

### 국제적인 노력
유럽연합은 원헬스의 중요성에 대해 인지해오고 있다.

미국에서는, 질병통제예방 센터에서 원헬스에 관한 자료와 함께 웹사이트를 운영 중이다. 첫 번째 국제 원헬스 콩그레스는 2011년 2월 14 - 16일 동안 호주 멜버른에서 개최되었다. 두 번째 국제 원헬스 콩그레스는 2013년 1월 29일 - 2월 2일 동안 태국 방콕에서 개최되었다.

아프리카에서 열린 첫 번째 원헬스 컨퍼런스는 2011년 7월 14-15일 동안 남아메리카 요하네스버그에서 열렸다.

세계은행은 세계적인 건강문제에 관한 원헬스적 접근의 비용 대비 효과를 입증하는 방법을 조사 중이다.
많은 나라의 과학자들에 의해 원헬스의 중요성은 증가되고 있으며, 원헬스는 세계 보건 기구와 세계 식량 농업 기구, 세계 동물 보건 기구, 국제 동물 보건 연맹, 광견병 통제를 위한 국제연합, 뉴질랜드 보존 의학 센터, 아시아 허브넷, 원헬스 글로벌 네트워크, 캘리포니아 대학교 원헬스 센터,  위트레흐트 대학병원과 위트레흐트 생명과학스웨덴 웁살라의 감염 생태학 및 역학 네트워크를 포함하는 유명한 기관들에 의해 지지되고 있다.

## 같이 보기
- 예방수의학
- 환경 보건
- 공중 보건
- 지구 보건
- 에코 헬스